# Джексон, Джо
Джо Дже́ксон (англ. Joe Jackson; род. 11 августа 1954, Бертон-апон-Трент) — британский рок-музыкант и автор песен. Известен, главным образом, по песням «Is She Really Going Out with Him?» (1979), «It’s Different for Girls» (1979) и «Steppin’ Out» (1982). Неоднократно номинировался на «Грэмми» (последний раз в 2001 году).

## Биография
Родился в Бертон-апон-Тренте, графство Стаффордшир, некоторое время жил в Портсмуте, где посещал школу для мальчиков; в детстве был известен как Дэвид Иэн Джексон. Вскоре вместе с родителями переехал в Госпорт. Первоначально брал уроки игры на скрипке, затем переключился на фортепиано. После того как его отец приобрёл подержанное пианино, получил возможность более регулярно заниматься музыкой. Начиная с шестнадцати лет играл на фортепиано в барах; в 1972 году поступил в лондонскую Королевскую музыкальную академию, где изучал композицию.
Ещё в Госпорте был приглашен в группу Edward Bear (английская); затем название сменили на Edwin Bear, позднее стали называться Arms and Legs. Покинул группу в 1978 году; в 1977 состоялось первое выступление нового коллектива под названием The Joe Jackson Band. В 1978 Джо Джексон переехал в Лондон, хотя продолжал работать над музыкальным материалом в студии в Портсмуте. Вскоре его  демо-ленты попали в руки американскому продюсеру Дэвиду Кершенбауму из A&M Records, и состоялось подписание контракта на запись альбома на этом лейбле. Альбом Look Sharp! («Смотри в оба!») был выпущен в 1979 году. В том же году увидел свет ещё один альбом под названием I’m the Man, а в 1980 году — диск Beat Crazy. В 1981 году был продюсером альбома британской пауэр-поп-группы The Keys. Тогда же удивил публику, выпустив свинг-джамп-блюзовый альбом Jumpin’ Jive с кавер-версиями Кэба Кэллоуэя, Лестера Янга, Гленна Миллера и Луиса Джордана.
Следующий диск Night and Day(«Ночь и день») (1982), обозначивший поворот от энергичного поп-рока в сторону софисти-поп с элементами латиноамериканского стиля сальса и классического песенного стиля в духе Джорджа Гершвина и Кола Портера — вошёл в топ-10 британских и американских чартов: в Британии он занял третье место, а в США — четвёртое. Начиная с 1982-го и по 2002 год Джо Джексон работал в США. В 1984 году в музыкальных магазинах появилась его новая работа — альбом Body and Soul(«Тело и душа»), на котором заметно его увлечение джазовыми и поп-стандартами (14-е место в Британии). Сингл «You Can’t Get What You Want (Till You Know What You Want)» достиг 15-й строки в хит-параде США. В 1986 году работал совместно с Сюзан Вега над звуковой дорожкой к фильму «Девушка в розовом»(Pretty in Pink)(1986).
Во второй половине 90-х годов наметился дальнейший отход от песенной формы: в 1997 году он подписал контракт с фирмой Sony Classical и в 1999 году выпустил диск Symphony No. 1, за который получил премию Грэмми в категории «Лучший инструментальный поп-альбом» в 2001 году.
В 1995 выразил уважение группе XTC, сделав кавер-версию их композиции «Statue Of Liberty» («Статуя Свободы») на сборнике «Testimonial Dinner»(1998).

## Дискография

### Студийные альбомы[2][6]
| - Look Sharp! (1979, A&M) #20 US, #40 UK - I’m the Man (1979, A&M) #22 US, #12 UK - «The Harder They Come» (EP) 1980 - Beat Crazy (1980, A&M) #41 US, #42 UK - Jumpin' Jive (1981, A&M) #42 US, #14 UK - Night and Day (1982, A&M) #4 US, #3 UK - Mike’s Murder Movie Soundtrack (1983, A&M) #64 US - Body and Soul (1984, A&M) #20 US, #14 UK - Will Power (1987, A&M) #131 US | - Tucker Original Soundtrack (1988, A&M) - Blaze of Glory (1989, A&M) #61 US, #36 UK - Laughter & Lust (1991, Virgin) #116 US, #41 UK - Night Music (1994, Virgin) - Heaven & Hell (1997, Sony) - Symphony No. 1 (1999, Sony) - Night and Day II (2000, Sony) - Volume 4 (2003, Rykodisc) - Rain (2008, Rykodisc) - The Duke (2012, Razor & Tie) - Fast Forward (2015) - Fool (2019) #25 US, #13 UK |  |

### Концертные альбомы
| - Big World (1986) #34 US, #41 UK - Live 1980/86 (1988, A&M) No. 91 US, No. 66 UK - Summer in the City: Live in New York (2000, Sony) - Two Rainy Nights (2002, Great Big Island) | - Afterlife (2004, Rykodisc) - Live at the BBC (2009, Spectrum) - Live Music (2011, Razor & Tie) - Live in Germany 1980 (2011, Immortal) |  |

### Сборники
| - Stepping Out: The Very Best of Joe Jackson (1990) No. 7 UK - This Is It! (The A&M Years 1979–1989) – Joe Jackson (1997) | - Joe Jackson – Collected (2010) |  |

### Синглы
| Дата                                                         | Название                                                    | Место в хит-параде | Место в хит-параде | Место в хит-параде | Место в хит-параде | Место в хит-параде | Место в хит-параде | Место в хит-параде | Место в хит-параде | Место в хит-параде | Альбом                              |
| Дата                                                         | Название                                                    | Великобр.          | Австралия          | Канада             | ФРГ                | Нидерл.            | Нов.Зел.           | США                | США, Альтерн.      | США, Рок           | Альбом                              |
| ------------------------------------------------------------ | ----------------------------------------------------------- | ------------------ | ------------------ | ------------------ | ------------------ | ------------------ | ------------------ | ------------------ | ------------------ | ------------------ | ----------------------------------- |
| 1978                                                         | "Is She Really Going Out with Him?"                         | —                  | —                  | —                  | —                  | —                  | —                  | —                  | —                  | —                  | Look Sharp!                         |
| 1979                                                         | "Is She Really Going Out with Him?" (повт. выпуск)          | 13                 | 15                 | 9                  | —                  | 46                 | 18                 | 21                 | —                  | —                  | Look Sharp!                         |
| 1979                                                         | "Sunday Papers"                                             | —                  | —                  | —                  | —                  | —                  | —                  | —                  | —                  | —                  | Look Sharp!                         |
| 1979                                                         | "One More Time"                                             | —                  | —                  | —                  | —                  | —                  | —                  | —                  | —                  | —                  | Look Sharp!                         |
| 1979                                                         | "Fools in Love"                                             | —                  | —                  | —                  | —                  | —                  | —                  | —                  | —                  | —                  | Look Sharp!                         |
| 1979                                                         | "I'm the Man"                                               | —                  | —                  | 23                 | —                  | —                  | —                  | —                  | —                  | —                  | I'm the Man                         |
| 1979                                                         | "It's Different for Girls"                                  | 5                  | 85                 | —                  | —                  | —                  | —                  | —                  | —                  | —                  | I'm the Man                         |
| 1980                                                         | "Kinda Kute"                                                | —                  | —                  | 91                 | —                  | —                  | —                  | —                  | —                  | —                  | I'm the Man                         |
| 1980                                                         | "The Harder They Come"                                      | —                  | —                  | —                  | —                  | 34                 | —                  | —                  | —                  | —                  | (Мини-альбом)                       |
| 1981                                                         | "Jumpin' Jive"                                              | 43                 | 61                 | —                  | —                  | —                  | 32                 | —                  | —                  | —                  | Jumpin' Jive                        |
| 1982                                                         | "Real Men"                                                  | —                  | 6                  | —                  | —                  | 17                 | 48                 | —                  | —                  | —                  | Night and Day                       |
| 1982                                                         | "Steppin' Out"                                              | 6                  | 30                 | 5                  | 28                 | —                  | 21                 | 6                  | —                  | 7                  | Night and Day                       |
| 1983                                                         | "Breaking Us in Two"                                        | 59                 | 90                 | 40                 | —                  | —                  | 35                 | 18                 | —                  | —                  | Night and Day                       |
| 1983                                                         | "Memphis"                                                   | —                  | —                  | —                  | —                  | —                  | —                  | 85                 | —                  | —                  | Mike's Murder (музыка к фильму)     |
| 1984                                                         | "You Can't Get What You Want (Till You Know What You Want)" | —                  | 96                 | 30                 | —                  | —                  | —                  | 15                 | —                  | —                  | Body & Soul                         |
| 1984                                                         | "Happy Ending"                                              | 58                 | 47                 | —                  | —                  | 19                 | —                  | 57                 | —                  | —                  | Body & Soul                         |
| 1984                                                         | "Be My Number Two"                                          | 70                 | —                  | —                  | —                  | —                  | —                  | —                  | —                  | —                  | Body & Soul                         |
| 1986                                                         | "Left of Centre" (Сюзан Вега при участии Джо Джексона)      | 32                 | 35                 | —                  | —                  | —                  | —                  | —                  | —                  | —                  | Девушка в розовом (песня из фильма) |
| 1986                                                         | "Right and Wrong"                                           | —                  | 64                 | —                  | —                  | —                  | —                  | —                  | —                  | 11                 | Big World                           |
| 1988                                                         | "Is She Really Going Out with Him? (Концертн. запись)"      | —                  | —                  | —                  | —                  | 5                  | —                  | —                  | —                  | —                  | Live 1980/86                        |
| 1989                                                         | "(He's a) Shape in a Drape"                                 | —                  | 87                 | 73                 | —                  | 35                 | —                  | —                  | —                  | —                  | Такер (музыка к фильму)             |
| 1989                                                         | "Nineteen Forever"                                          | —                  | 79                 | 58                 | —                  | 44                 | —                  | —                  | 4                  | 16                 | Blaze of Glory                      |
| 1991                                                         | "Obvious Song"                                              | —                  | —                  | 64                 | —                  | —                  | —                  | —                  | 2                  | 28                 | Laughter & Lust                     |
| 1991                                                         | "Stranger Than Fiction"                                     | —                  | —                  | 79                 | 53                 | 71                 | —                  | —                  | —                  | —                  | Laughter & Lust                     |
| 1991                                                         | "Oh Well"                                                   | —                  | —                  | —                  | —                  | —                  | —                  | —                  | 20                 | 25                 | Laughter & Lust                     |
| 2001                                                         | "Stranger Than You"                                         | —                  | —                  | —                  | —                  | 91                 | —                  | —                  | —                  | —                  | Night and Day II                    |
| "—" синглы не были в чарте или не выпускались в этих странах |                                                             |                    |                    |                    |                    |                    |                    |                    |                    |                    |                                     |